# 원민주
원민주(1994년 4월 20일~)는 대한민국의 여자 치어리더이다.

## 경력
- 충남아산프로축구단 치어리더
- 원주 DB 프로미 응원단 치어리더
- 서울 삼성 썬더스 응원단 치어리더
- LG 트윈스 응원단 치어리더
- 우리카드 위비 응원단 치어리더
- 현대건설 힐스테이트 배구단 응원단 치어리더